# El gat sense por
El gat sense por (títol original en suec: Pelle Svanslös i Amerikatt) és una animació sueca de 1985 basada en les històries del gat sense cua Pelle Svanslös de Gösta Knutsson. Els dibuixos són una seqüela de l'animació de 1981 El gat sense cua, i és coneguda a Suècia pel seu contingut altament surrealista.

## Argument
Pelle, el gatet sense cua, aconsegueix obtenir un títol molt exclusiu i rar a Suècia. Poc després, rep una visita d'un dels seus familiars, Pelle Swanson, que el convida a la seva casa a Amèrica. La ingenu Skin Svanslös es troba catapultat en una realitat totalment nova i eventualment aconsegueix adonar-se del seu somni de tenir finalment una cua.

## Repartiment
- Erik Lindgren: Pelle Svanslös
- Ewa Fröling: Maja Gräddnos
- Ernst-Hugo Järegård: Elaka Måns
- Carl Billquist: Bill
- Björn Gustafson: Bull
- Stellan Skarsgård: Pelle Swanson
- Mille Schmidt: Filadelfia-Fille
- Agneta Prytz: Gammel-Maja
- Lena-Pia Bernhardsson: Gullan från Arkadien
- Charlie Elvegård: Laban från Observatorielunden
- Åke Lagergren: Murre från Skogstibble
- Nils Eklund: Rickard från Rickomberga
- Jan Sjödin: Fritz
- Gunilla Norling: Frida
- Eddie Axberg: en råtta
- Jan Nygren: Lodjuret
- Hans Lindgren: Förskolan Som Katten, Byggande Som Katten